# 紙布
紙布（しふ）は、紙糸を材料として織り上げた布である。

## 概要
紙糸を縦糸、横糸の両方に使用した物を諸紙布と言い、縦糸に絹・綿・麻糸を使い、横糸に紙糸を使用した物を絹紙布・綿紙布・麻紙布と言う。紙をそのまま使用した紙衣と異なって軽くて肌触りが良く、特に女性の夏の衣料用として使用された。
紙布は江戸時代になってから生産され、『毛吹草』や『諸国万買物調方記』、『和漢三才図会』には、陸奥の白石（現在の宮城県白石市）で生産されていたと記されている。
当初は奉書紙の反故紙で紙糸を作っていたが、後にはカジノキの長繊維を丹念に精選してセルロースだけの長い繊維のまま漉いた専用の紙を漉いて用いるようになった。仙台藩の白石城主片倉家は、紙布作りを奨励し、様々な技術改良がなされ、江戸中期には、幕府に特産品として献上されるようになり、京都の公家たちへの進物品にもなった。
織り方は当初は平織りだけであったが、細かい皺のある縮緬織りや、斜文にした雲斉織、杉綾織、竜紋織など高級品も開発された。
この紙布は、ウィーン万博に出品されて進歩賞を受賞したほか、大正博覧会にも出品されたが、やがて作られなくなった。
この白石産の紙布とは別に、明治時代には雁皮を原料とした紙布で壁紙が作られるようになり、第三回内国勧業博覧会には、東京本所の今井直四郎が紙布の壁紙を出品している。